# Trudy Flynn
Trudy Flynn es una deportista canadiense que compitió en remo como timonel. Ganó una medalla de bronce en el Campeonato Mundial de Remo de 1978, en la prueba de ocho con timonel.

## Palmarés internacional
| Campeonato Mundial | Campeonato Mundial        | Campeonato Mundial | Campeonato Mundial |
| Año                | Lugar                     | Medalla            | Prueba             |
| ------------------ | ------------------------- | ------------------ | ------------------ |
| 1978               | Cambridge (Nueva Zelanda) | Medalla de bronce  | Ocho con timonel   |